# Dicranophorus leptodon
Dicranophorus leptodon is een raderdiertjessoort uit de familie Dicranophoridae. De wetenschappelijke naam van deze soort is voor het eerst geldig gepubliceerd in 1934 door Wiszniewski.